# Deljeni batni motor
Deljeni batni motor (ang. Split-single; nem. Doppelkolbenmotor) je tip dvotaktnega motorja, pri katerem si dva bata delita isto zgorevalno komoro. Prvi motor te vrste je patentiral italijanski inženir Adalberto Garelli leta 1912.
Prvi deljeni motorji so imeli približno enake emisije kot konvencionalni dvotaktni motorji. Kasnejši, ki so se pojavili po 2. svetovni vojni so bili bistveno čistejši.
V praksi so deljeni motorji zelo redki, ker so težji in dražji za izdelavo.